# Geffroi Isnard
Geffroi d'Isnard, ou Rabeti, mort le  26 juillet 1348 à Avignon, est un prélat français du XIVe siècle, évêque de Riez. 

## Biographie
Geffroi d'Isnard est nommé en 1334  pour succéder à Arnaud Sabatier, comme évêque de Riez.
En 1339 il fait faire la reconnaissance ou état des biens, des censés et des charges, de tous les habitants de Riez, pour servir à la répartition et à la perception des revenus ecclésiastiques.
Geoffroi, attaché à la cour  d'Avignon, ne réside guère à Riez.

## Source
- La France pontificale (Gallia Christiana), Paris, s.d.